# صاریغ پهلوسرخ جنوبی
صاریغ پهلوسرخ جنوبی (نام علمی: Monodelphis sorex) نام یک گونه از سرده تک‌زهدان‌ها است.